# Робство в Мавритания
Робството в Мавритания все още съществува, независимо от премахването му през 1980 г.
Засяга потомците на черни африканци, отвлечени в робство преди поколения, които сега живеят в Мавритания като „черни маври“ или „харатин“ и които продължават отчасти да служат на „белите маври“ или „бидхан“ като роби.
Броят роби в страната не е точно известен, но се оценява на стотици хиляди. Кевин Бейлс вярва, че процентно броят на робите е най-голям в света.
Мавританското правителство отрича съществуването на робство и от години спъва работата на организации и активисти за човешките права срещу него.
Мавритански организации като Ел Хор (в превод „свободен човек“ или „свобода“) и СОС Есклав (означаващо „СОС роби“ на френски) работят срещу робството.